# Parafia św. Stanisława Biskupa i Męczennika w Newark
Parafia św. Stanisława Biskupa i Męczennika w Newark (ang. St. Stanislaus Bishop and Martyr Parish) – parafia rzymskokatolicka położona w Newark w stanie New Jersey w Stanach Zjednoczonych.
Jest ona wieloetniczną parafią w archidiecezji Newark, z mszą św. w j. polskim dla polskich imigrantów.
Ustanowiona w 1889 roku i dedykowana św. Stanisławowi ze Szczepanowa.

## Nabożeństwa w j.polskim
- Niedziela – 9:00; 10:30